# Campionati europei di pattinaggio di figura 1894
I Campionati europei di pattinaggio di figura 1894 sono stati la 4ª edizione della competizione di pattinaggio di figura. Si sono svolti il 28 gennaio 1894 a Vienna, in Austria. 

## Podi
| Evento                      | Oro              | Punteggio | Argento      | Punteggio | Bronzo         | Punteggio |
| Singolo maschile (dettagli) | Eduard Engelmann | ?         | Gustav Hügel | ?         | Tibor Földváry | 237.3     |

## Medagliere
| Posiz. | Nazione  | Oro | Argento | Bronzo | Totale |
| ------ | -------- | --- | ------- | ------ | ------ |
| 1      | Austria  | 1   | 1       | 0      | 2      |
| 2      | Ungheria | 0   | 0       | 1      | 1      |
| Totale | Totale   | 1   | 1       | 1      | 3      |